# Поремба
Поремба (пол. Poręba) — місто в південній Польщі.
Належить до Заверцянського повіту Сілезького воєводства.

## Географія
У селі річка Каміничанка впадає у Тшемешнянку.

## Демографія
Демографічна структура станом на 31 березня 2011 року:
|          | Загалом | Допрацездатний вік | Працездатний вік | Постпрацездатний вік |
| -------- | ------- | ------------------ | ---------------- | -------------------- |
| Чоловіки | 4209    | 739                | 2926             | 544                  |
| Жінки    | 4652    | 711                | 2715             | 1226                 |
| Разом    | 8861    | 1450               | 5641             | 1770                 |